# Androméda (mitológia)
Androméda (Ανδρομέδα) görög mitológiai személyiség, Képheusz etióp király és Kassziopeia lánya.

## Története
Kassziopeia egy ízben azt állította, hogy lánya, Androméda szebb a néreiszeknél és ez a hiú Poszeidón isten haragját váltotta ki, aki dühében egy szörnyet, Kétót szabadította a városukra. Férje, Képheusz jóslatot kapott, miszerint csak akkor szabadulnak meg az átoktól, ha Andromédát feláldozzák a szörnynek. Ezért a lányt megfosztották ruháitól és egy tengerparti sziklához láncolták: itt talált rá a hős Perszeusz, aki éppen a gorgó megölése után tartott hazafelé. Látta, hogy Kétó (aki nem mellesleg a gorgók anyja) a szépséges Androméda agyonütésére készül, ezért nekitámadt.
Harcolni kezdtek egymással, de a szörny lényegesen erősebb volt, ezért Perszeusz cselhez folyamodott. Nála volt az a medúzafej, amelynek szörnyű látványától bárki kővé dermedt. Eldobta tehát kardját és előrántotta zsákjából a fejet, a szörny pedig kővé vált gyermeke levágott fejének látványától. Androméda, aki figyelte az egész eseményt, de nem pillantott a fejre, rámosolygott megmentőjére. Rögtön egymásba szerettek és később Androméda feleségül ment Perszeuszhoz.
A pár leszármazottai között van többek között Héraklész is. Haláluk után Pallasz Athéné az égboltra helyezte a történet szereplőit, így keletkezett az Andromeda csillagkép, a Cassiopeia csillagkép, a Cepheus csillagkép, a Perseus csillagkép és a Cet csillagkép.

## Androméda a festészetben
- Androméda (Paul Gustave Doré festménye)
- Edward Poynter: Andromeda (1869)
- Giorgio Vasari, Perszeusz és Androméda, 1570